# 纹猬属
紋蝟屬（紋蝟），哺乳綱、非洲蝟目的一屬，而與紋蝟屬（紋蝟）同科的動物尚有大馬島蝟屬（大馬島蝟）、馬島蝟屬（馬島蝟）、小馬島蝟屬（小馬島蝟）等之數種哺乳動物。

## 下属物种
本属包括以下物种：
- 高地紋蝟 Hemicentetes nigriceps Günther, 1875
- 低地紋蝟 Hemicentetes semispinosus (G.Cuvier, 1798)